# Bipolaris australis
Bipolaris australis är en svampart som beskrevs av Alcorn 1982. Bipolaris australis ingår i släktet Bipolaris och familjen Pleosporaceae.   Inga underarter finns listade i Catalogue of Life.